# Anton Sigismund de Buys
Anton Sigismund de Buys († 29. Juli 1693 bei Neerwinden) war ein kurbrandenburgischer Oberst und Regimentschef.

## Leben
Buys, von dessen militärischer Laufbahn bisher keine weiteren Informationen eruierbar waren, ist 1692 als Nachfolger des verstorbenen kurbrandenburgischen Generalleutnants Heinrich de Briquemault zum Regimentschef des Infanterieregiments Nr. 9 berufen worden. Er ist am 29. Juli 1693 im Pfälzischen Erbfolgekrieg bei Neerwinden gegen die Franzosen gefallen. Sein Nachfolger als Regimentsinhaber wurde 1694 Otto von Schlabrendorf.